# Cuterebra jellisoni
Cuterebra jellisoni är en tvåvingeart som beskrevs av Charles Howard Curran 1942. Cuterebra jellisoni ingår i släktet Cuterebra och familjen styngflugor. Inga underarter finns listade i Catalogue of Life.